# Saulty
Saulty je francouzská obec v departementu Pas-de-Calais v regionu Hauts-de-France. V roce 2014 zde žilo 763 obyvatel.

## Poloha obce
Obec leží u hranic departementu Pas-de-Calais s departementem Somme.
Sousední obce jsou: Barly, Bavincourt, Coullemont, Couturelle, Gaudiempré, La Herlière, Lucheux (Somme), Sombrin a Warlincourt-lès-Pas.

## Vývoj počtu obyvatel
Počet obyvatel